# Live @ KlangArt
Live @ KlangArt è un album dal vivo del compositore tedesco Klaus Schulze, pubblicato nel 2001.
Originalmente venduti separatamente con i titoli Live @ KlangArt 1 e Live @ KlangArt 2, i due dischi vennero ripubblicati successivamente in un solo doppio album. La maggior parte delle tracce sono state riprese dal KlangArt festival della città tedesca di Osnabrück.

## Tracce
Tutte le tracce sono state composte da Klaus Schulze.

### Disco 1
1. Breeze to Sequence – 15:08
2. Loops to Groove – 12:58
3. From Church to Search – 14:06
4. I Loop You Schwidelig – 27:59
5. Short Romance (bonus track) – 5:44

Durata totale: 75:55

### Disco 2
1. La Fugue Sequenca – 21:59
2. Cavalleria Cellisticana – 21:51
3. Tracks of Desire – 9:13 (con Wolfgang Tiepold)
4. Last Move at Osnabrück – 13:36 (con Wolfgang Tiepold)
5. OS 9.07 (bonus track) – 12:23

Durata totale: 79:02